# Francesc Xavier Aulí

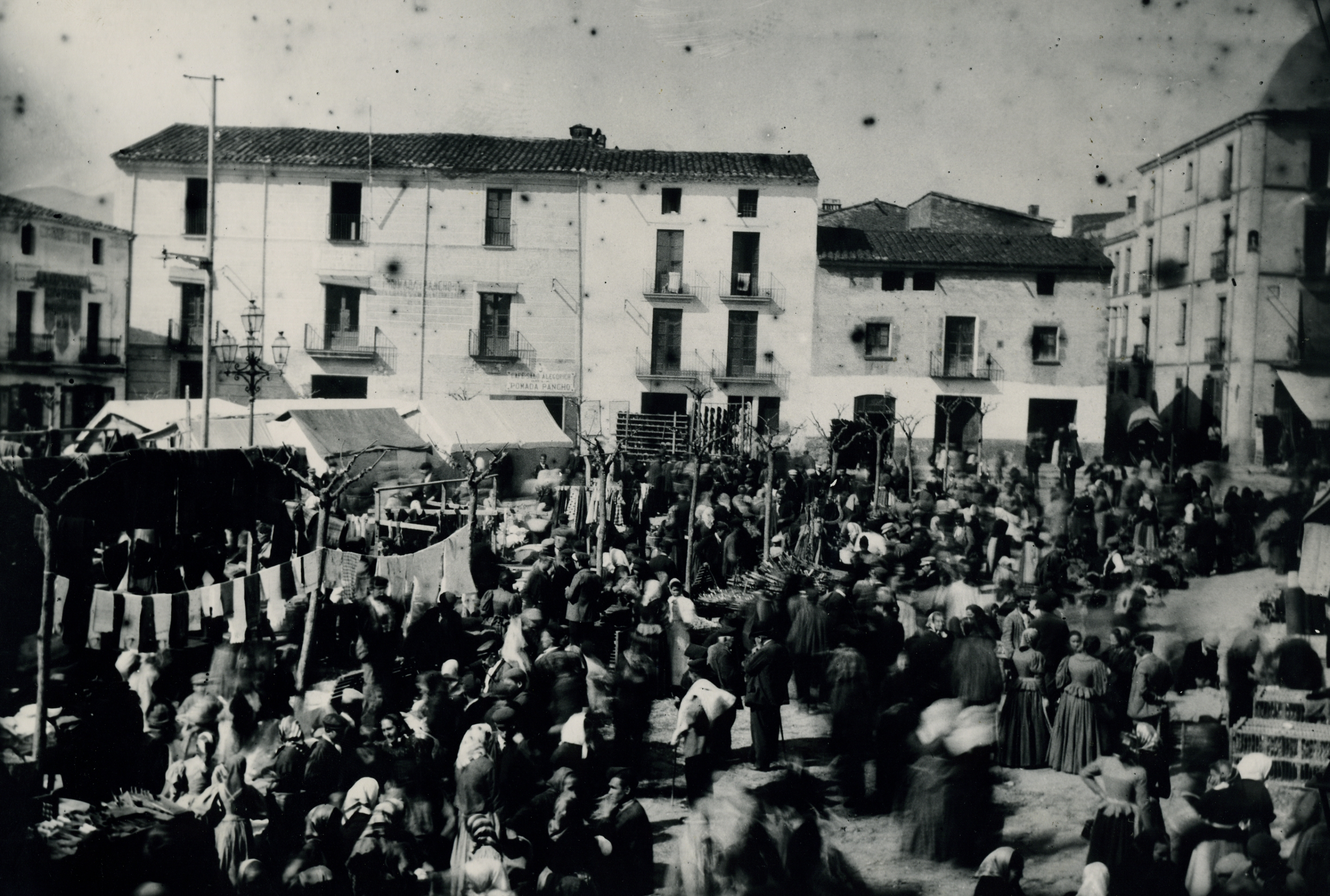
La fotografia en placa de vidre mostra un dia de mercat, activitat bàsica per a l'economia d'aleshores, el qual actualment té lloc els dilluns a la plaça Farners, el mateix espai de la imatge. Com a detall curiós, s'hi pot veure un cartell que anuncia la popular Pomada Panxo, just damunt la porta del bar que regentava el conegut indiano colomenc Francesc Fondevila, Panxo.

Francesc Xavier Aulí (Mataró, 1868-1906) fou un pintor i fotògraf català.
Originari de Mataró, s'instal·là a Santa Coloma de Farners el 1891, on posà un estudi fotogràfic al carrer del Prat. Aquest fons conté 232 negatius i 128 positius en paper. La majoria són instantànies preses a Santa Coloma de Farners i rodalia, especialment amb motiu d'alguna festivitat (Aplec de Farners, Carnestoltes, ballades de sardanes). També es conserven retrats de persones (homes, dones, nens, grups, com el de la cobla La Juvenil Farnense) i imatges d'altres poblacions, com Osor, Mataró, Sant Miquel del Fai… El fons fou adquirit per l'Ajuntament de Santa Coloma de Farners i per la Festa Major de 1989 se’n feu una exposició. El fons va ser dipositat a l'Arxiu Comarcal el 27 d'abril de 1990. Actualment forma part de l'Arxiu Comarcal de la Selva.
Una de les seves imatges més conegudes és la que mostra un dia de mercat, activitat bàsica per a l'economia d'aleshores, el qual actualment té lloc els dilluns a la plaça Farners, el mateix espai de la imatge. Com a detall curiós, s'hi pot veure un cartell que anuncia la popular Pomada Panxo, just damunt la porta del bar que regentava el conegut indiano colomenc Francesc Fondevila, Panxo.